# Runas medievales
Las runas medievales, o futhork, eran un alfabeto rúnico escandinavo que evolucionó a partir del futhark joven tras la introducción de las runas punteadas a finales de la Era Vikinga. Estas runas punteadas eran runas regulares a las que se añadía un punto diacrítico o una barra diacrítica para indicar que la runa representaba uno de sus sonidos secundarios (así, una runa i podía convertirse en una runa e o en una runa j al ser punteada). La futhork medieval se formó por completo a principios del siglo XIII. Debido a la expansión de su inventario de caracteres, era esencialmente posible que cada carácter de una inscripción correspondiera a un solo fonema, algo que era prácticamente imposible en el futhark joven con su pequeño inventario de 16 runas.
Las runas medievales se utilizaron en toda Escandinavia durante la Edad Media y constituyeron la base de la runología a partir del siglo XVI.

## Historia

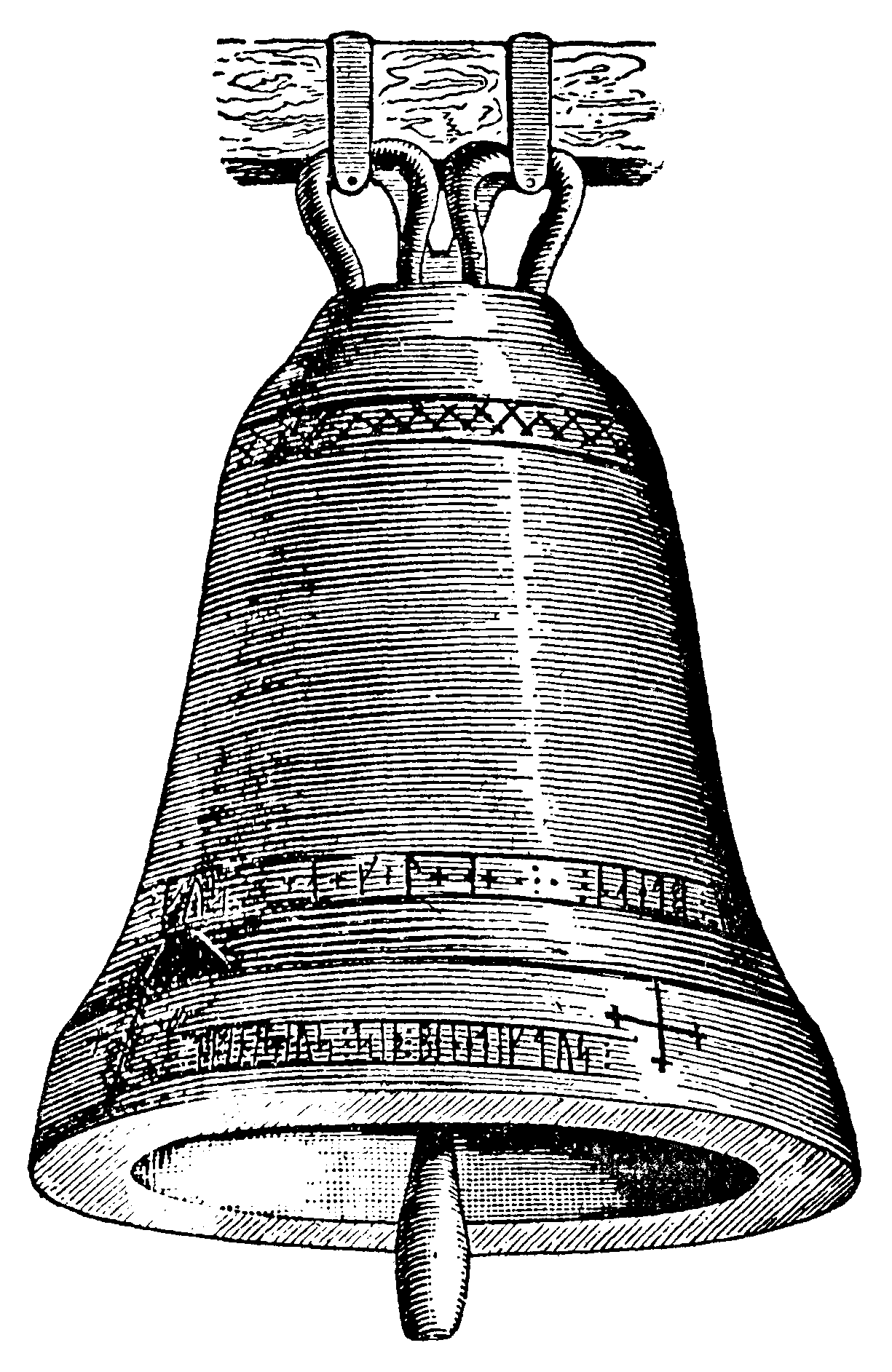
Campana de una iglesia de Saleby, Vestrogotia, Suecia, la cual contiene una inscripción rúnica de 1228.

Hacia finales del siglo XI, el alfabeto rúnico se encontró con la competencia del alfabeto latino introducido, pero en lugar de ser sustituido, las runas siguieron utilizándose para escribir en la lengua nativa nórdica antigua. El alfabeto latino, por su parte, era utilizado principalmente por el clero para escribir en latín, pero también las oraciones en latín podían escribirse con runas. Mientras que las letras latinas se escribían con pluma y tinta sobre pergaminos caros, las runas se tallaban con objetos punzantes sobre bastones de madera preparados que eran más baratos (véanse, por ejemplo, las inscripciones de Bryggen).
Aunque, a primera vista, pueda parecer que la iglesia no ofrecía un entorno propicio para la tradición de la escritura en runas medievales, se conocen muchos objetos eclesiásticos que fueron grabados con runas, como relicarios, campanas, pilas bautismales, herrajes de puertas de iglesias, pórticos de iglesias y muros de iglesias. De hecho, una de las últimas piedras rúnicas se levantó en memoria del arzobispo Absalón (m. 1201).
La mayoría de las runas del alfabeto rúnico medieval se remontan a formas del futhark joven, ya que los maestros rúnicos preferían utilizar, o modificar, runas antiguas para nuevos fonemas en lugar de inventar runas nuevas.
A finales del siglo X, o principios del XI, se añadieron tres runas con aguijón para representar los fonemas de forma más exacta. En lugar de crear nuevas runas para los fonemas /e/, /ɡ/ y /y/, se añadieron aguijones a las runas i, k y u.
Hacia mediados del siglo XI, las runas ą y ʀ adoptaron nuevos sonidos. En Escandinavia occidental, el sonido de la runa ʀ se fusionó con el de la runa r. Dado que el nombre de la runa ʀ era yr, y que este nombre empezaba por /y/, no fue difícil empezar a utilizar la runa como sinónimo de /y/. La práctica de utilizar la runa ʀ para representar /y/ se extendió al resto de Escandinavia. Mientras tanto, cuando la nasal /ɑ̃/ se convirtió en /o/, éste pasó a ser el nuevo fonema de la runa ą.
Hacia finales del siglo XI y principios del XII, se crearon nuevas runas d y p mediante la adición de aguijones a las runas t y b. Una segunda runa /p/ con una forma similar a una K mayúscula, y transliterada como ᴘ, comienza a aparecer alrededor del siglo XIII. Esta runa puede haber sido inventada porque picar una consonante rúnica normalmente la marca como sonora, y la runa b picada violaba esta norma al no ser sonora.
Cuando el alfabeto rúnico medieval se desarrolló por completo a principios del siglo XIII, mezclaba runas de runa corta y runa de runa larga de una forma novedosa. La runa a de la runa corta representaba /a/, mientras que la de la runa larga representaba /æ/. La runa de runa corta ą representaba /o/, mientras que la de runa larga representaba /ø/.

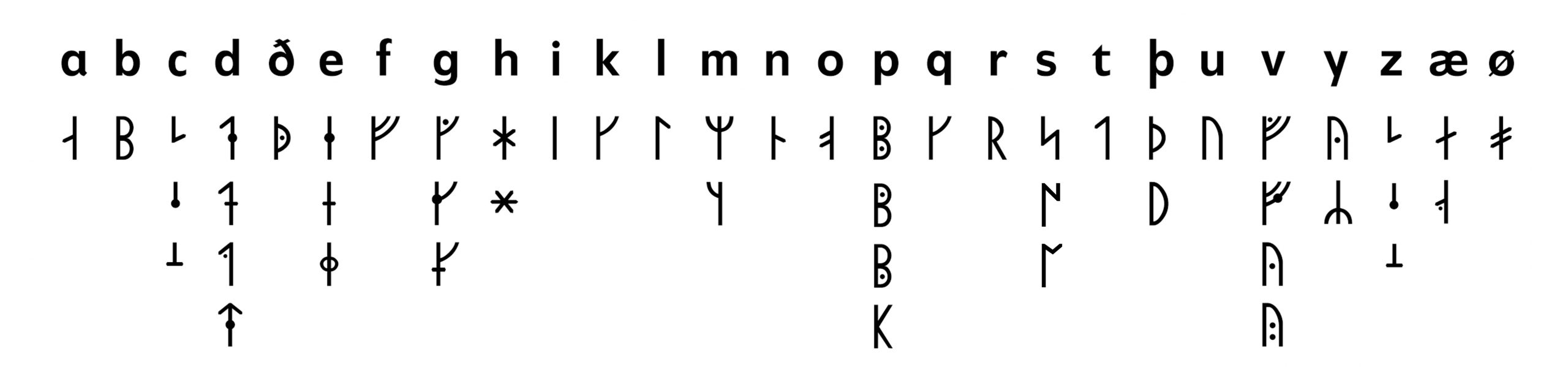
Variaciones de runas mediavales en orden alfabético. Existen más variedades.

Como los dos alfabetos se utilizaban a la vez, hubo una influencia mutua. El alfabeto latino tomó prestada muy pronto la runa þ para representar los fonemas /θ/ y /ð/, pero en Dinamarca apenas se utilizaba. En el siglo XV, noruegos y suecos también dejaron de utilizar la letra þ, pero los islandeses aún la conservan en su alfabeto latino. Debido al alfabeto latino, las runas m y l cambiaron de lugar, por lo que la fila de runas se leía fuþorkniastblmy (nótese que la última runa había pasado a representar el fonema /y/). Además, los escandinavos empezaron a deletrear doblemente las runas para las consonantes, influidos por este uso en el alfabeto latino.
En los manuscritos escandinavos más antiguos escritos con letras latinas, la runa m se utilizaba como runa conceptual que significaba «hombre». Esto sugiere que los escribas escandinavos medievales estaban muy familiarizados con los nombres y significados de cada runa. En el manuscrito más antiguo conservado de la Edda Poética, de 1270, y que está escrito con el alfabeto latino, la m se utiliza como runa conceptual que significa «hombre» y en Hávamál aparece 43 veces.
A principios del siglo XIII, las runas empezaron a verse amenazadas por las letras latinas al escribirse las leyes escandinavas medievales. Hasta entonces, las leyes habían sido memorizadas y recitadas por los laghman. Sin embargo, cuando las runas empezaron a sufrir la competencia, experimentaron un renacimiento. Apareció una profunda reforma de las runas y las runas medievales alcanzaron su forma más completa. Esto puede deberse a que las leyes se escribieron, y el manuscrito más antiguo con una ley escandinava, el Codex Runicus, estaba escrito íntegramente en runas.

## Legado de la modernidad temprana

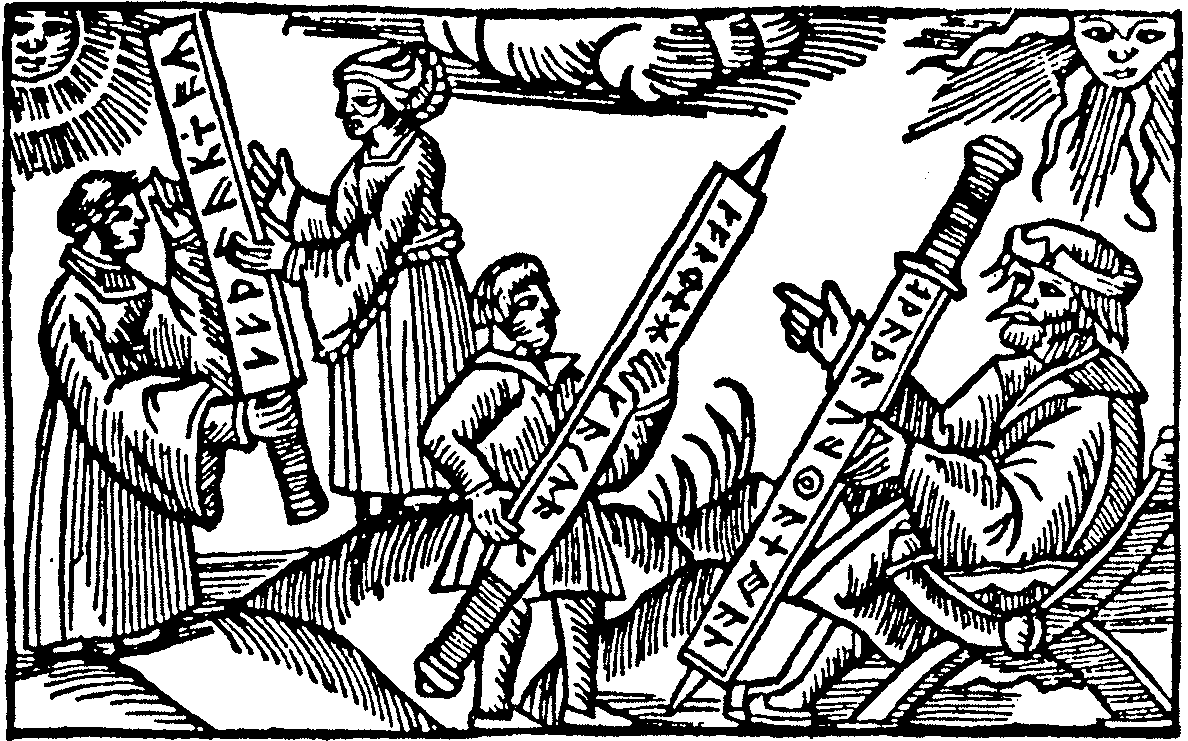
Representación del de unos niños siendo enseñados a usar los calendario rúnicos (Olaus Magnus).

Las letras latinas se introdujeron oficialmente durante el siglo XIII, pero los campesinos, artesanos y comerciantes siguieron escribiendo con runas para comunicarse o para marcar mercancías. Parece ser que en muchas partes de Suecia la gente consideraba las letras latinas como una práctica extranjera durante toda la Edad Media. [Todavía en el siglo XVI, las runas se grababan en memoriales oficiales o como escritura secreta en diarios. A mediados del siglo XVI, el párroco de la parroquia de Runsten, en Öland, escribió un cartel en la pared del presbiterio de la iglesia que decía: «El párroco de la parroquia debe saber leer las runas y escribirlas». Es probable que el texto representara la opinión general de los feligreses. Dado que las runas aún se conocían y utilizaban activamente en el siglo XVI, cuando los primeros runólogos comenzaron a realizar trabajos académicos sobre las runas, la tradición rúnica nunca se extinguió. Muchos manuscritos escritos en Islandia entre los siglos XVI y XIX incluían runas medievales, poemas rúnicos y conjuntos de runas secretas.
Cuando Linneo visitó la provincia de Dalarna en 1734, observó el uso común de las runas, y se ha llamado a esta provincia «el último reducto de la escritura germánica». En Dalarna, como en el resto de Suecia, la tradición medieval de utilizar calendarios rúnicos fue casi universal hasta el siglo XIX. Un caso notable de calendario rúnico es el calendario de Gammalsvenskby, en Ucrania. Fue confeccionado en Dagö en 1766, antes de que el asentamiento sueco fuera deportado en una marcha forzada a las estepas de Ucrania. Durante 134 años, los habitantes de Gammalsvenskby, en Ucrania, lo utilizaron para calcular el paso del tiempo, hasta que en 1900 un miembro de la comunidad lo llevó a Estocolmo.

El destacado runólogo sueco Sven B.F. Jansson comentó el uso de las runas en su país con las siguientes palabras:
Seguimos utilizando lealmente la escritura heredada de nuestros antepasados. Nos aferramos tenazmente a nuestras runas, más tiempo que ninguna otra nación. Y así, nuestra incomparable riqueza de inscripciones rúnicas también nos recuerda lo incomparablemente lentos que fuimos -lentos y como reacios- a unirnos a la compañía de las naciones civilizadas de Europa.

## Letras
| Forma | Nombre | Significado del nombre        | Transliteración | IPA                                |
| ----- | ------ | ----------------------------- | --------------- | ---------------------------------- |
| ᚠ     | fe     | ganado                        | f               | /f/, [v] (alófono de /f/)          |
| ᚢ     | ur     | ventoso, llovizna fría/nevada | u               | /u/, /ø/, /v/ ([w] o [v])          |
| ᚦ     | þurs   | gigante, trol                 | þ               | /θ/, [ð] (alófono de /θ/)          |
| ᚮ     | os     | Æsir                          | o               | /o/, /ɔ/                           |
| ᚱ     | reið   | montar                        | r               | /r/                                |
| ᚴ     | kaun   | úlcera                        | k               | /k/, /g/, [ɣ] (alófono de /ɡ/)     |
| ᚼ     | hagal  | granizo                       | h               | /h/, rara vez [ɣ] (alófono de /h/) |
| ᚿ     | nauð   | necesitar                     | n               | /n/                                |
| ᛁ     | is     | hielo                         | i               | /i/, /e/, /j/                      |
| ᛆ     | ar     | año                           | a               | /a/                                |
| ᛌ / ᛋ | sol    | sol                           | s               | /s/, [z] (alófono de /s/)          |
| ᛐ / ᛏ | tyr    | Týr                           | t               | /t/, /d/                           |
| ᛒ     | bjarka | abedul                        | b               | /b/, /p/                           |
| ᛘ     | maðer  | hombre                        | m               | /m/                                |
| ᛚ     | logur  | agua                          | l               | /l/                                |
| ᛦ     | yr     | tejo                          | y               | /y/                                |

Lo anterior continúa el orden de las runas del futhark más joven. Aunque este orden todavía se utilizaba en la época medieval, cada vez era más común ordenar las runas según el alfabeto latino. Los nombres que se enumeran proceden de los manuscritos Stowe MS 57, AM 461 12.º y AM 749 4.º, con ligeras alteraciones. Los significados de los nombres se deducen de los poemas rúnicos noruegos e islandeses.
Un rasgo distintivo de las runas medievales era el diacrítico opcional de aguijón o barra que se utilizaba a menudo para indicar cuándo una runa representaba un sonido secundario; ᚡ daba /v/, ᚤ daba /y/ y /ø/, ᚧ daba /ð/, ᚵ daba /g/ y /ɣ/, ᛂ daba /e/ y raramente /j/, ᛑ daba /d/, ᛔ daba /p/. De estas, ᚡ y ᚧ eran más raras que las otras runas picadas, y aparecen más tarde en la línea temporal.
| Forma | Nombre         | Significado del nombre  | Transliteración | IPA                     |
| ----- | -------------- | ----------------------- | --------------- | ----------------------- |
| ᚯ     |                |                         | ø               | /ø/, /ɔ/                |
| ᛅ     |                |                         | æ               | /ɛ/, /æ/                |
| ᚰ     |                |                         | ǫ               | /ɔ/                     |
| ᛕ     | plastur        | yeso                    | ᴘ               | /p/                     |
| ᛪ     | hárdsól        | sol duro/ duro-ᛋ (/ks/) | x               | translitera la x latina |
| ᚶ     |                |                         | ŋ               | [ŋg]                    |
| ᛀ     | stunginn nauð  | necesidad picada        |                 | una variante de /n/?    |
| ᛛ     | stunginn logur | agua picada             |                 | una variante de /l/?    |

También se utilizaron otros caracteres rúnicos además del 16 común. ᛕ existía como alternativa a ᛔ. En algunos casos, las variantes de runa corta y runa larga de la misma runa se diferenciaban; ᚯ y ᛅ se usaban a menudo de forma distinta a ᚮ y ᛆ. A veces se usaban runas especiales para palabras latinas. En Gotlandia se encuentran otras tres runas con aguijón, aunque dos de ellas sólo están atestiguadas en una inscripción.

### Runas abiertas

Letra reið (ᚱ) « abierta» del nórdico groenlandés.

Algunos símbolos rúnicos que incluyen bucles se desarrollaron en formas «abiertas» para simplificar el diseño. El más destacado de ellos es una «versión abierta» de bjarkan (ᛒ) para /p/ (a diferencia del complejo bjarkan picado ᛔ), que aparece como una k mayúscula (ᛕ - unicode: Runic Letter Open-P) y recibe el nombre de plastur («bandaid»).
El nórdico groenlandés desarrolló una distintiva «versión abierta» de reið (ᚱ), en la que el bucle superior se abría para formar dos ramas paralelas inclinadas, que se encuentra en 14 inscripciones groenlandesas.